# Искажения (фильм)
«Искажения» — психологический триллер 1987 года режиссёра Арманда Мастроянни.

## Описание сюжета
Мужчина идёт переговорить с жиголо и за свои действия был избит. Вскоре после этого его жене, Эми (персонаж Оливии Хасси), сообщают, что она овдовела, так как её супруг сгорел в разбившейся автомашине и ей показали его тело.
Эми ищет поддержку в женской группе, в которой присутствуют тенденции к лесбиянству и употреблению наркотиков, а также считая, что она теперь одинока, живёт со своей тёткой, которая фактически держит её в неволе, убеждая, что Эми не в себе. И действительно, краем глаза Эми начинает замечать незнакомых людей и кошмарные галлюцинации и считает, что она видит гниющие останки покойного мужа. А тётя и подруги делают всё возможное, чтобы убедить её, что она сходит с ума.

## Актёрский состав
- Оливия Хасси — Эми Маркс
- Стив Рэйлсбэк — Скотт Маршалл
- Пайпер Лори — Мэргот Кэлдуелл
- Эдвард Альберт — Джейсон Маркс
- Джун Чедвик — Келли Хауэлл
- Рита Гэм — Милдред Тайсон
- Теренс Нокс — Пол Эллиотт
- Т. Дж. Кастронова — Харри Кори
- Леон Смит — Дэн Джексон
- Джон Ф. Гофф — коронер Томпкинс
- Дон Кларк — Гари Уолкер
- Кристофер Хайес — Ральф
- Кэтлин Чин — приёмщица
- Мойя Гудвин — мать Эми
- Джозеф Колгэн — отец Эми
- Нина М. Эгуайр — маленькая Эми
- Кэри Скотт — парень-воришка
- Рафаель Нарбаез — шофёр
- Энни Пуло — Дженис
- Рокки Слэймейкер — 1-й парень в бакалее
- Рэнди Ирл — 2-й парень в бакалее
- Херб Рейнгольд — 1-й человек на похоронах
- Уоррен Рейнгольд — 2-й человек на похоронах
- Мелани Рейнгольд — 3-й человек на похоронах
- Эшли Хестер — 4-й человек на похоронах
- Рэнди Брэвермен — 5-й человек на похоронах
- Карен Эведон — 6-й человек на похоронах
- Хилари Джекобс — 7-й человек на похоронах
- Жене Леони — 8-й человек на похоронах
- Сьюзан Фишер — 9-й человек на похоронах
- Ричард Беннет Уаск — 10-й человек на похоронах
- Ричард Раш — первый авиапилот
- Клод Робертс — второй авиапилот
- Жаклин Гиро — уличная воришка

## Дополнительная информация
В фильме звучат саундтреки «Action», «Run Little Girl», «Zero Zero», «Tequila Moonshot», «Amy», «Catalina», «Marina», почти все написанные Дэвидом Морганом и исполненные Тэнди-Морганом.